# Jennifer Arroyo
Jennifer J. Arroyo (n. 20 de marzo de 1975) es una bajista estadounidense de ascendencia puertorriqueña más conocida por sus tres años (2002-2005) en el grupo canadiense de metal alternativo Kittie.

## Biografía
Cuando vivía en el área de Washington D. C., Arroyo era la bajista del grupo de rap metal Spine. Con Arroyo, Spine creó dos álbumes.
La exbajista de Kittie Talena Atfield dejó el grupo en 2002 y las otras miembros del grupo Kittie tuvieron encontrar a una nueva bajista. Arroyo hizo amiga del grupo y se unió a jornada completa. Con Arroyo, Kittie creó el álbum Until the End. Arroyo dejó el grupo en 2005.
Ahora, Arroyo es la bajista del grupo de punk rock de Brooklyn Suicide City. Dirige la empresa de producción musical Jenncity Productions y fue una jueza de los Premios de Música Independiente estadounidenses.
En julio de 2012, Arroyo se hizo concursante en la serie decimocuarto de la programa telerrealidad Big Brother. Ella declaró ser abiertamente homosexual.